# Qseven

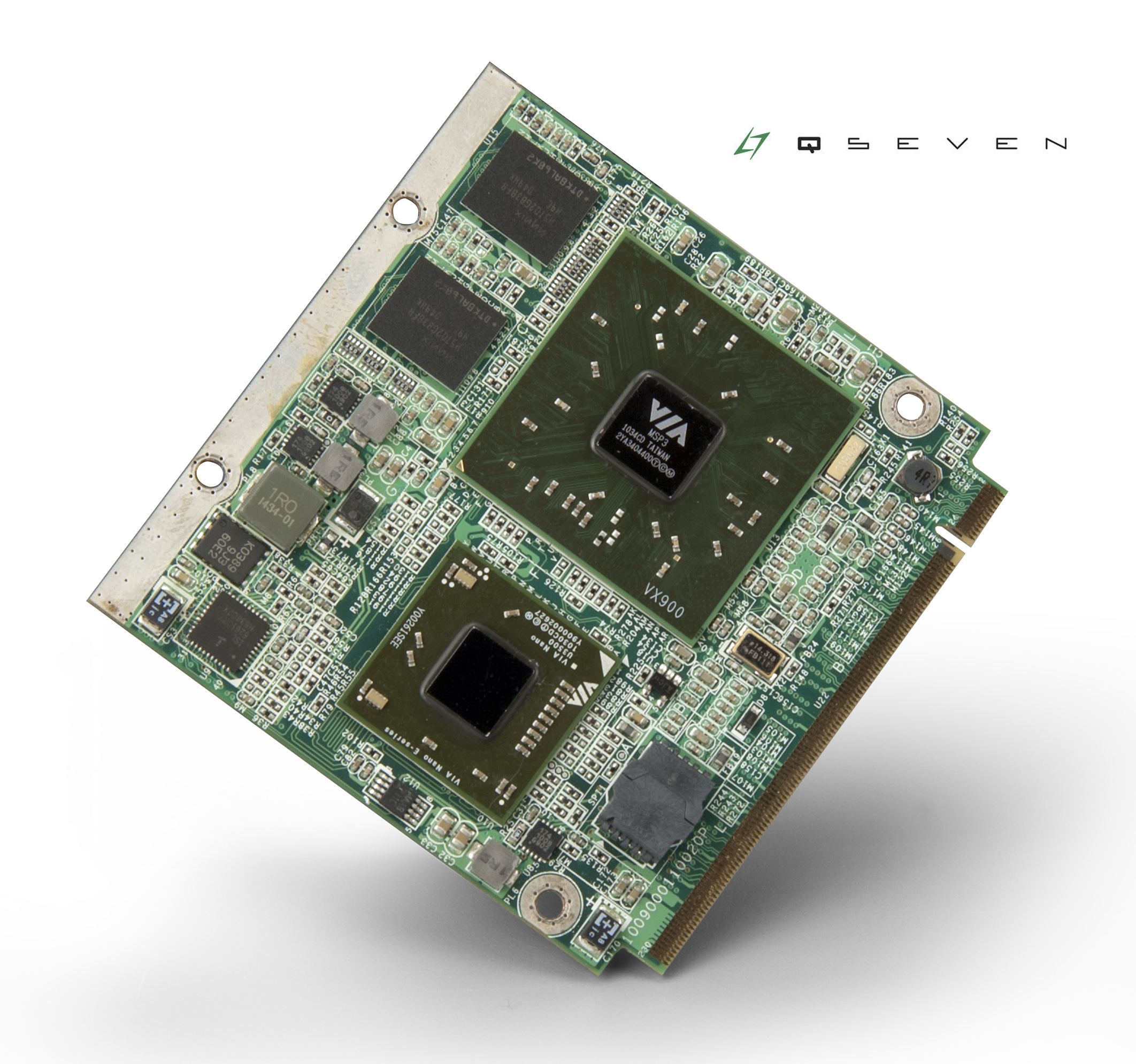
비아 나노 U3500이 장착된 Qseven 모듈 VIA QSM-8Q90

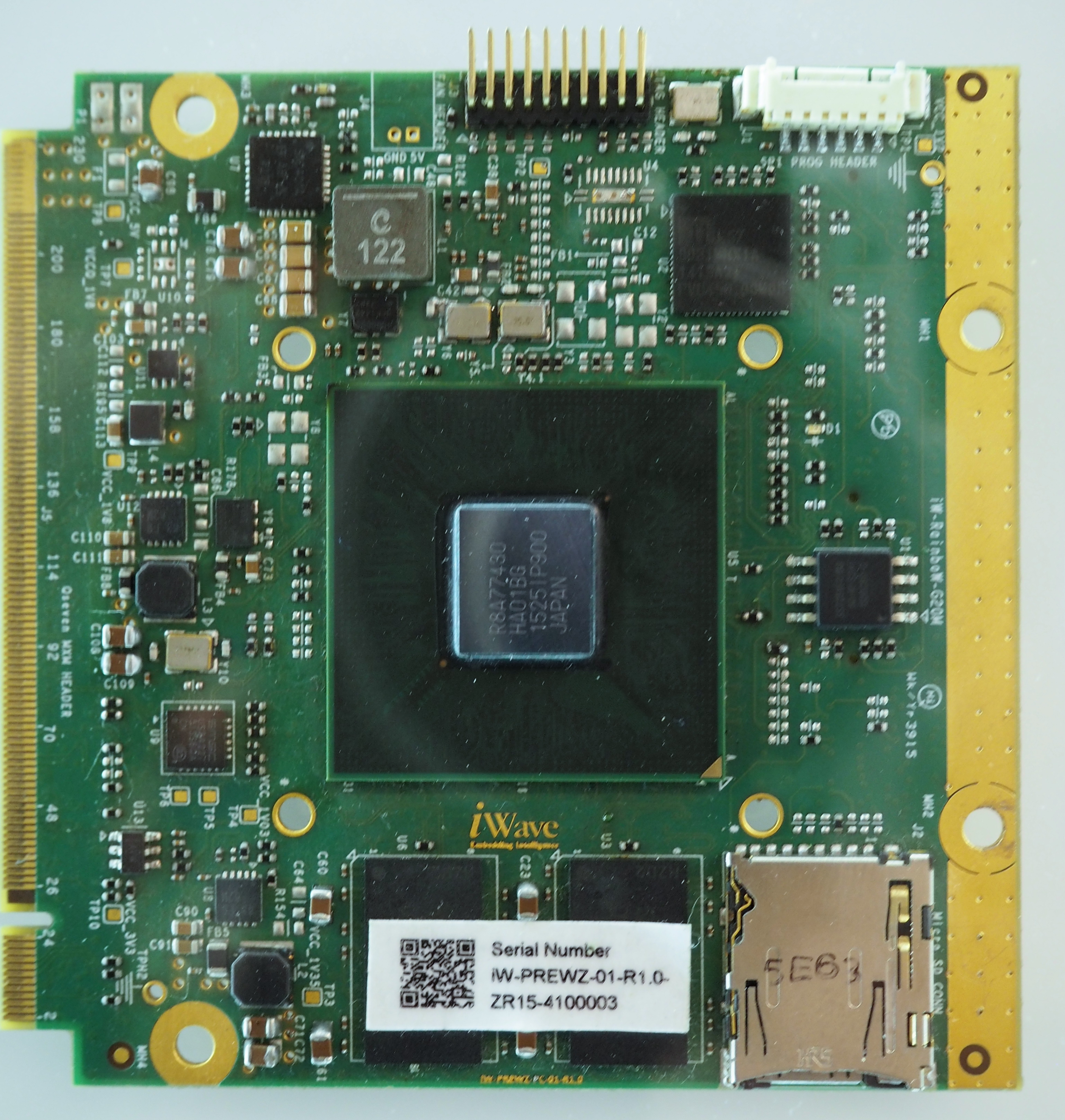
르네사스 RZ/G1M(ARM Cortex-A15)이 장착된 Qseven 모듈 iWave iW-RainbowW-G20M

Qseven은 컴퓨터 온 모듈(COM) 폼 팩터의 일종으로, 집적회로 부품처럼 설계 응용 분야에서 사용될 수 있는 작고 고도로 통합된 컴퓨터 모듈이다. COM 익스프레스, ETX 또는 XTX와 같은 다른 컴퓨터 온 모듈 표준보다 작으며, 매우 낮은 전력 소비 CPU로 제한된다. 최대 전력 소비는 12W를 넘지 않아야 한다.

## 규격
이름은 원래 모듈의 정사각형 모양(한 변이 70mm)에서 따온 "quadratic"이라는 단어에서 유래했다. Qseven은 콩가텍(Congatec), MSC, 세코(SECO)에 의해 2008년 7월 산업 수준 애플리케이션을 위한 독립적인 표준으로 규정되었다. 콘트론과 같은 유럽 기반의 다른 회사들도 이 표준을 채택했지만, 몇 년 후에도 미국에서는 아직 인기가 없었다.
Qseven 규격은 2013년 원래의 Qseven 컨소시엄으로부터 권한을 인계받은 임베디드 기술 표준화 그룹(SGeT)에서 관리한다. 개정판 2.0은 2012년 9월 9일에, 2.1은 2016년 2월 25일에 발표되었다.
Qseven 설계 가이드는 Qseven 모듈용 맞춤형 시스템 캐리어 보드 설계를 위한 정보를 제공한다. 여기에는 다양한 주변 기능을 구현하는 데 필요한 외부 회로에 대한 참조 회로도가 포함된다. 또한 지원되는 버스를 확장하고 Qseven 기반 시스템에 추가 주변 장치 및 확장 슬롯을 추가하는 방법도 설명한다.
Qseven 컨소시엄 웹페이지에서 구할 수 있다.
규격 1.20 (2010년 9월 10일)이 발표된 이후, Qseven 모듈은 x86 또는 ARM 아키텍처를 기반으로 할 수 있다.

### 인터페이스
Qseven 규격은 레거시 없는 인터페이스의 풍부한 세트를 정의한다. PCI, ISA, RS-232 또는 EIDE와 같은 구형 인터페이스는 지원되지 않는다.
- 4× PCI 익스프레스 ×1 레인
- 2× SATA
- 8× USB 2.0
- 1× 1000BaseT 이더넷
- 1× SDIO 4비트
- 낮은 전압 차분 신호(LVDS) 2× 24비트
- SDVO / HDMI / 디스플레이포트 (공유)
- HDA (고화질 오디오)
- I²C 버스
- 로우 핀 카운트 버스
- CAN 버스
- 직렬 주변기기 인터페이스 버스(SPI) 버스

### 크기
- 70 mm × 70 mm;
- 70 mm × 40 mm.[7]

### 커넥터
Qseven은 하나의 230핀 MXM2 SMT 엣지 커넥터를 사용하여 모든 전원 및 신호 레인을 캐리어 보드에 연결한다. 이 커넥터는 여러 공급업체에서 다른 높이(5.5 mm 및 7.8 mm)로 제공된다.

## 같이 보기
- ETX
- XTX
- COM 익스프레스
- SMARC 동일 그룹의 다른 규격